# Montreal Tramways Co.
De Montreal Tramways Co. (MTC) was een vervoersbedrijf in Montreal, Canada. Het bedrijf werd in 1951 opgevolgd door de Montreal Transportation Commission.

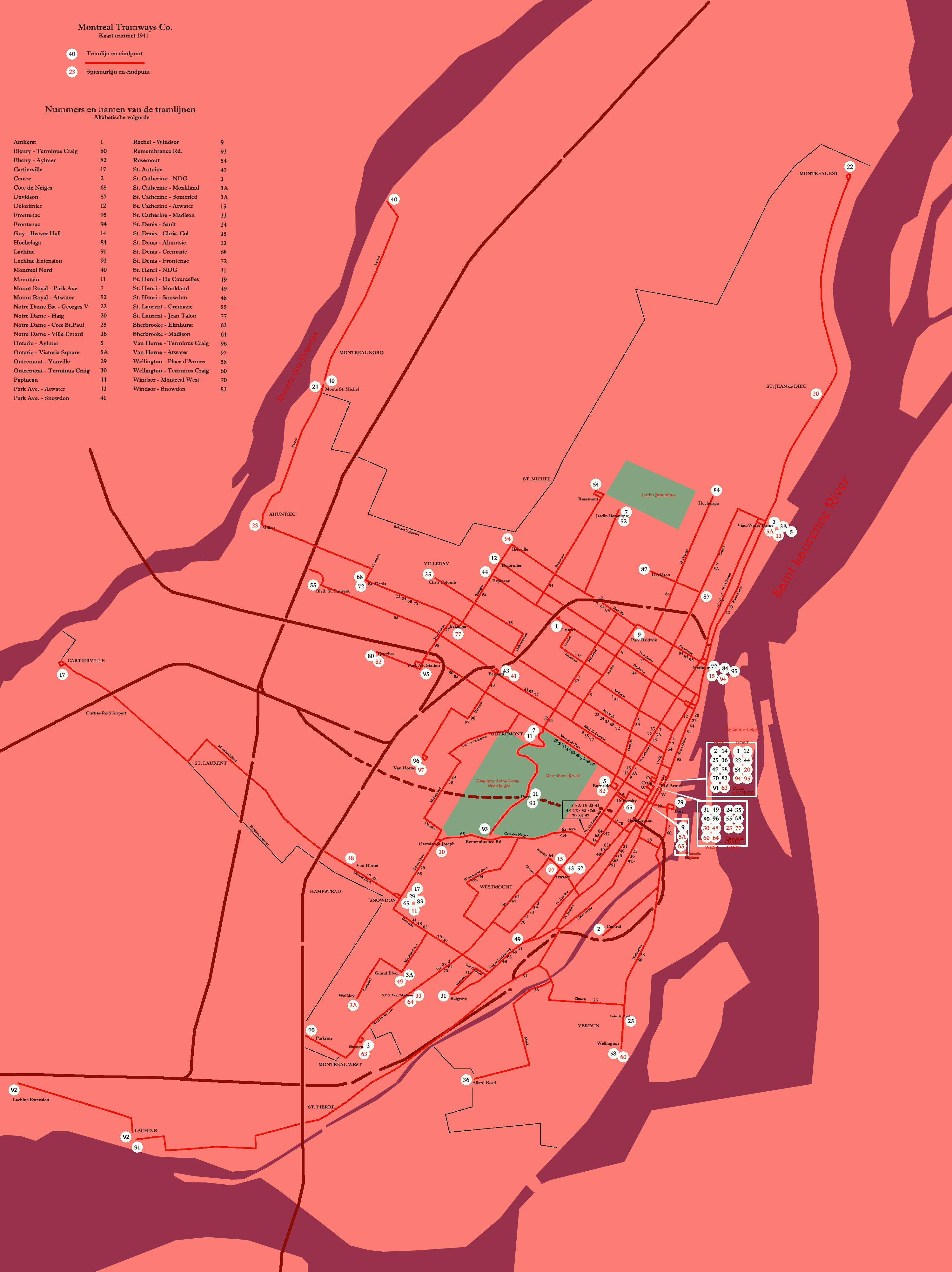
Tramnet van Montreal in 1941

## Kleurstellingen en lijnnummers
In de laatste jaren waren in Montreal trams met een bestuurder én een conducteur crème met olijfgroen geschilderd. Trams met eenmansbediening crème met drie rode strepen over de lengte van de zijkanten.
De lijnnummers werden rechtsonder in het voorraam getoond en bestonden uit twee gescheiden lijnfilmkastjes met in ieder kastje een zwarte rol waarop met witte cijfers 0 tot en met 9 waren aangebracht.

## Geschiedenis
In 1866 richtten een groep investeerders de Montreal City Passenger Railway Company op met als doel een aantal paardentramlijnen aan te leggen. In november 1861 werden de eerste lijnen geopend. De paardentram was een groot succes en het bedrijf werd uitgebouwd. In 1886 werd de naam gewijzigd in Montreal Street Railway company (MSRC). Dit bedrijf startte in 1881 met elektrificatieplannen voor het tramnet. In september 1892 werden de eerste elektrische tramlijnen in bedrijf gesteld. Twee andere bedrijven legden ook tramlijnen in Montreal aan. De The Montreal Park & Island Railway company (MP&IRC) en de Montreal Island Belt Line Railway (MIBLR). Het eerste van deze twee bedrijven startte in 1894 lijnen naar de voorsteden (zogenaamde Interurban). In 1911 fuseerden deze drie bedrijven tot de Montreal Tramway Company (MTC). MTC was het grootste tramvervoersbedrijf in Canada dat op zijn hoogtepunt, rond 1920, 1000 trams bezat en een netwerk van 450 kilometer exploiteerde. De vervoerscijfers waren hoog, zelfs in 1944 werden nog 300.000.000 passagiers per jaar vervoerd.
Wat betreft de dienstregeling en de soort trams die werden ingezet, was MTC een van de meest unieke bedrijven. Dit blijkt uit het toepassen van een aantal uitvindingen en primeurs. Enkele van deze toepassingen werden ook door de extreme klimaatomstandigheden, een jaarlijkse sneeuwval van rond 30 centimeter, en de steile straten in de stad in gang gezet.
De heuvels in de stad waren vaak 11% steil en in het centrum bestonden slechts enkele doorgaande straten, bijvoorbeeld St. Catherine Street en Bleury Street, waardoor deze straten in spitsuren een onafzienbare rij trams te zien gaven. Op sommige lijnen werden frequenties gereden van eens per 30 seconden wat ervoor zorgde dat in bepaalde straten 400 trams per uur reden.

### Technische ontwikkelingen

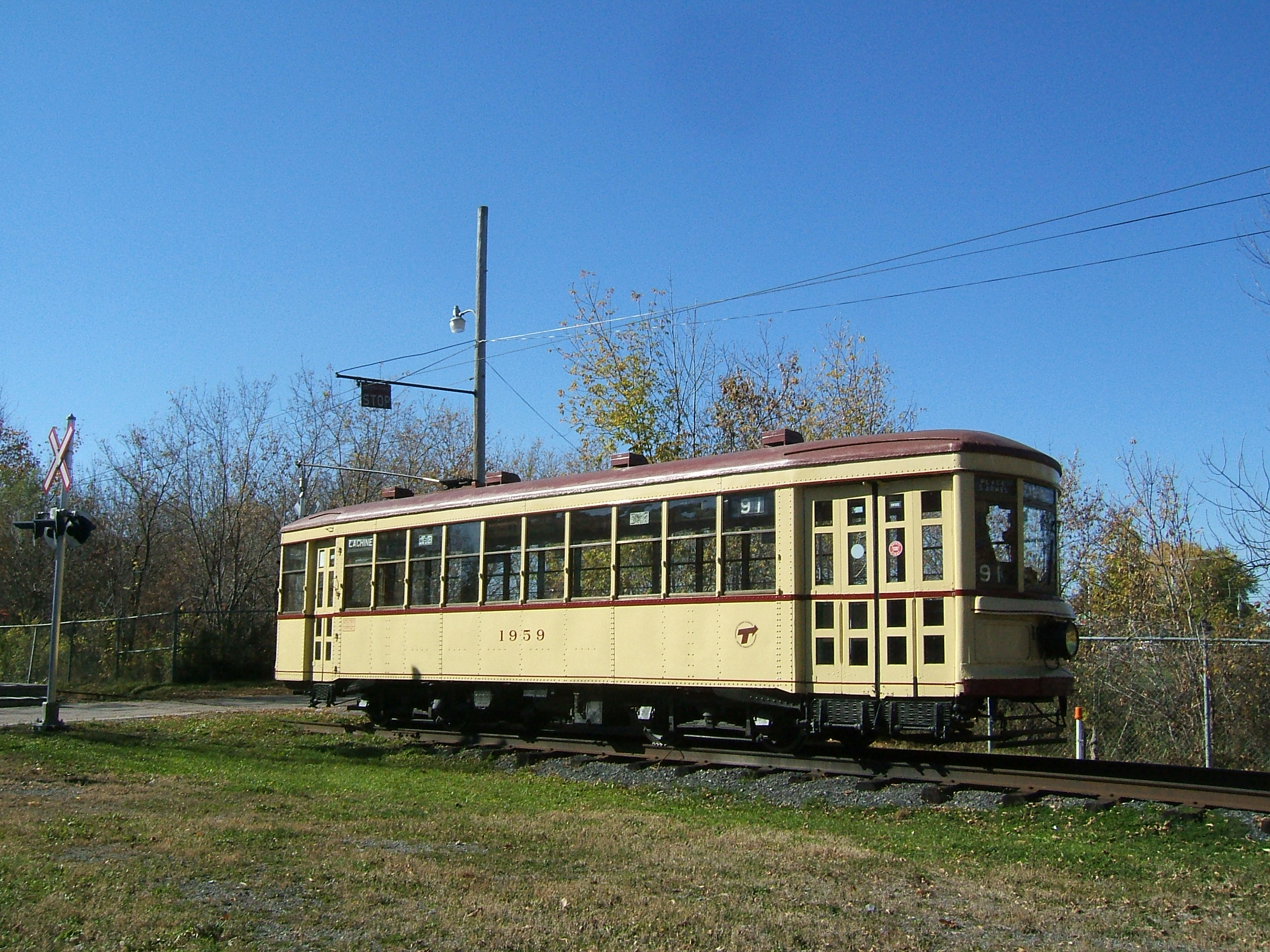
Museumtram 1959 in 2008

Al in 1905 ontwikkelde twee ingenieurs van het trambedrijf, Ross en McDonald, de P.A.Y.E. (Pay As You Enter) tram. Dit was een tiental jaren voordat dit in de VS werd toegepast bij de Nearside Car en de Peter Witt Car.
In 1908 was MTC het eerst trambedrijf ter wereld dat alleen nog maar stalen trams in dienst had en stelde.

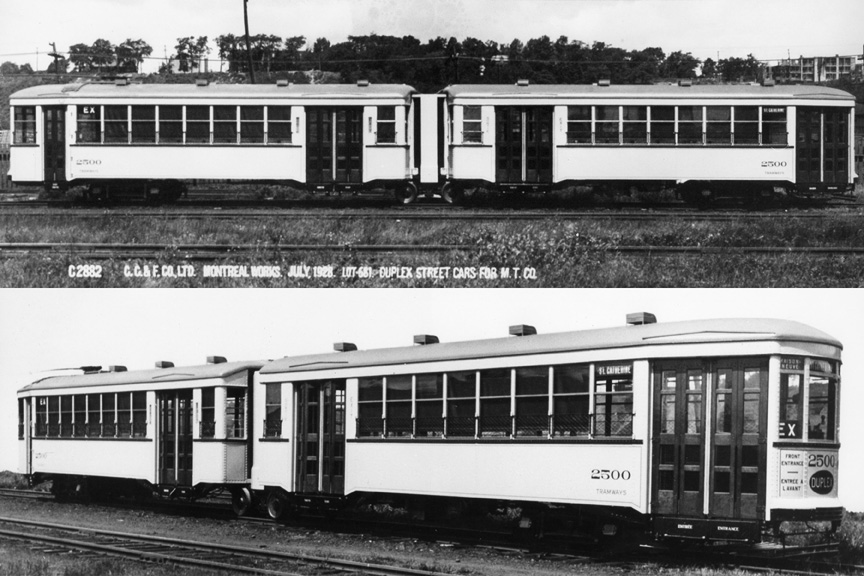
Gelede tram 2500 in 1928

In 1928 bouwde Canadian Car & Foundry, de belangrijkste tram en treinfabriek van Canada, een grote enkelgelede tram voor Montreal. De beweegredenen voor deze tram waren dezelfde als elders: meer passagiers proberen te vervoeren met dezelfde hoeveelheid personeel. Uiteindelijk werden twee wagens gebouwd die 90 zitplaatsen hadden en ‘Duplexes’ werden gedoopt. Ze werden ingezet op de zeer drukke lijn 24 – Saul St. Denis, maar waren geen succes.
Bijnamen voor de trams waren in Montreal in zwang. Zo werd een extra lang tramtype ‘Klondyke’ gedoopt omdat het bedrijf met deze trams meer passagiers met dezelfde hoeveelheid personeel probeerde te vervoeren.  Een andere karakteristiek die nergens werd herhaald was het ontbreken van koplampen voor op de trams. Hiervoor in de plaats werd een brede band onder de raampartij van licht voorzien. Zo was er sprake van indirecte verlichting die de veiligheid echter niet ten goede kwam.
Populair waren uitjes met de tram naar de parken en heuvels rond de stad. Zo kon men per tram naar Mont Royal waarvoor een tunnel met een lengte van 150 meter werd gegraven om de heuvel te kunnen bereiken.

### DePCC-car

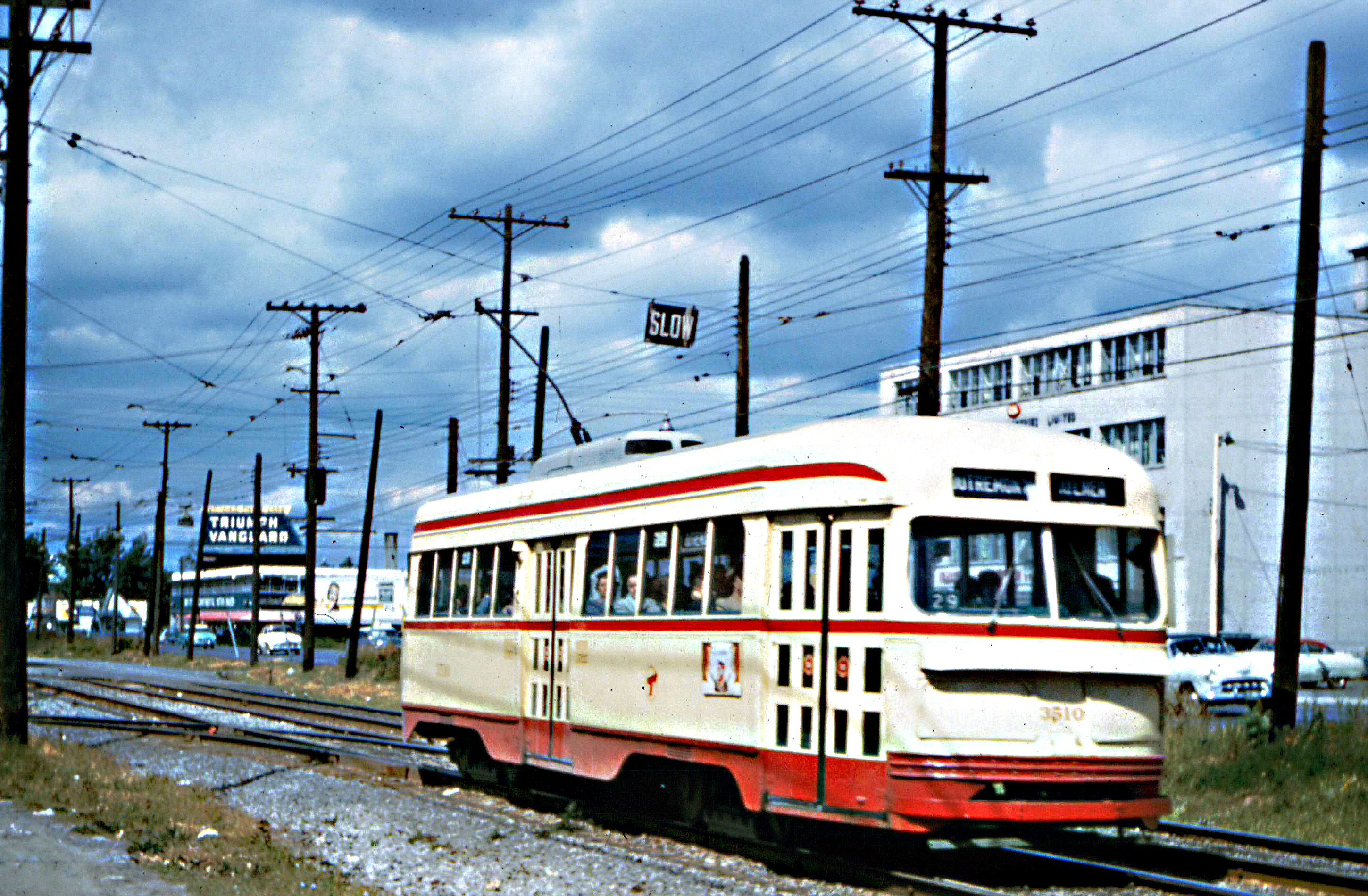
PCC-car 3510 op de Outremont lijn (29) in Montreal, 16 september 1958

MTC was een lid van de Electric Railway Presidents’ Conference Committee die de PCC tram ontwikkelde maar had tot de Tweede Wereldoorlog geen animo deze trams te kopen. Het wagenpark was voor de toen geldende begrippen vrij nieuw. In 1940 was zeker een derde van de 947 in dienst zijnde trams gebouwd tussen 1926 en 1930. Verder had het management twijfels over de toepasbaarheid van de PCC in de specifieke omstandigheden die in Montreal, klimaat en heuvels, golden. Een opvallende redenatie aangezien op dat moment PCC-cars zich al bewezen hadden in vergelijkbaar winterweer en op nog steilere heuvels in bijvoorbeeld Pittsburgh.
Op het moment dat Canada zich in de Tweede Wereldoorlog mengde, steeg de economische activiteit, en daarmee het gebruik van de trams, explosief. MTC wilde op de Amerikaanse tweedehands markt tram aanschaffen maar zag zich gedwarsboomd doordat de meeste bedrijven hun trams niet meer wilden verkopen en even later de Amerikaanse regering export van onder meer trammatriaal verbood.
In 1942 kreeg MTC van de Canadese overheid toestemming 25 nieuwe PCC’s te bestellen. Zoals bij elke Canadese opdracht zouden de carrosserieën bij St. Louis Car Co. gebouwd moeten worden en de rest van de wagens in Canada geproduceerd. Halverwege 1942 reduceerde de United States War Production Board, een staatsautoriteit die de im- en export van ruw materiaal gedurende de Tweede Wereldoorlog controleerde, de opdracht tot de helft. Uiteindelijk werd definitief toestemming verkregen tot de aanschaf van 18 trams. De Canadese overheid verkreeg in 1943 nog toestemming voor 40 PCC-cars uit de VS maar zij vond de nood wat betreft nieuw trammateriaal in Vancouver en Toronto hoger.

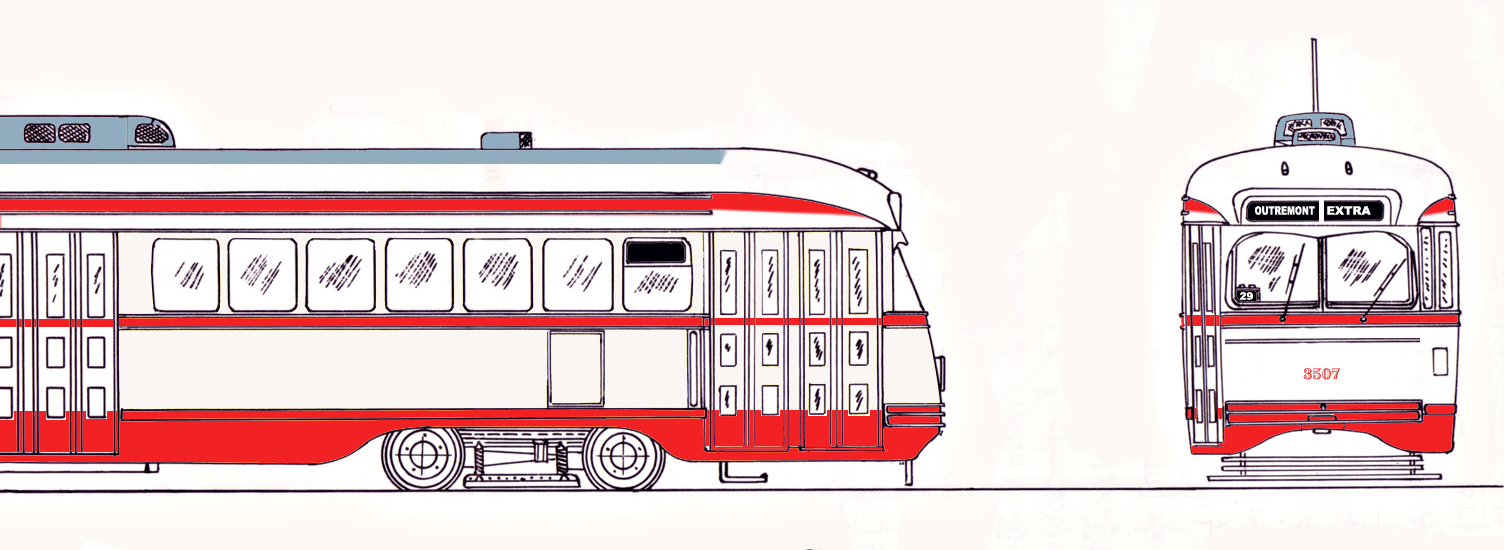
Kleurenschema in Montreal

Begin 1945 plaatste MTC nog een opdracht voor 30 PCC-cars maar deze werd afgezegd. Alleen nog in 1949 vroeg men bij St. Louis Car Co. naar de prijs van 50 tot 100 Cars maar ook hier kwam niets van.
De 18 wel afgeleverde PCC-cars werden in 1944 op lijn 29 – Outremont in dienst gesteld gesteld. Zij werden 3500 – 3517 genummerd.
Lijn 29 werd gekozen omdat deze lijn verschillende stukken op haar route had waar het bedrijf niet met ouder materieel wilde rijden om zo de optimale prestaties uit de PCC-cars te halen. De wagens bleken succesvol maar bij de bestuurders waren zij minder populair, omdat de wagens, als zij tegen een heuvel uit stilstand moesten optrekken, de neiging hadden eerst een meter achteruit te rijden.

### De Montreal Transportation Commission
In 1951 werd MTC overgenomen door de Montreal Transportation Commission, die het als haar opdracht zag het openbaar vervoer in Montreal zo snel als mogelijk alleen uit te voeren met (trolley)bussen. In 1949 was er echter nog een verlenging van lijn 29 van ongeveer 1 ½ kilometer naar Garland gebouwd. Deze visie was er op gebaseerd dat de congestieproblemen in Montreal het best met drie onderdelen konden worden bestreden: een busbedrijf, aanleggen of verwijden van wegen en het op termijn bouwen van een metro.
In 1958 werd lijn 29 opgeheven en werden de PCC-cars ingezet op de lijnen 44 – Papineau en 54 – Rosemont totdat ook deze werden opgeheven. De laatste trams reden in Montreal op 30 augustus 1959.
De nieuwe MTC wilde de pas 15 jaar oude PCC-cars nog graag verkopen, maar vond geen bedrijf dat de wagens tegen de gewenste prijs wilde kopen. In 1963 werden de wagens uiteindelijk allemaal gesloopt.